# Tull en 't Waal

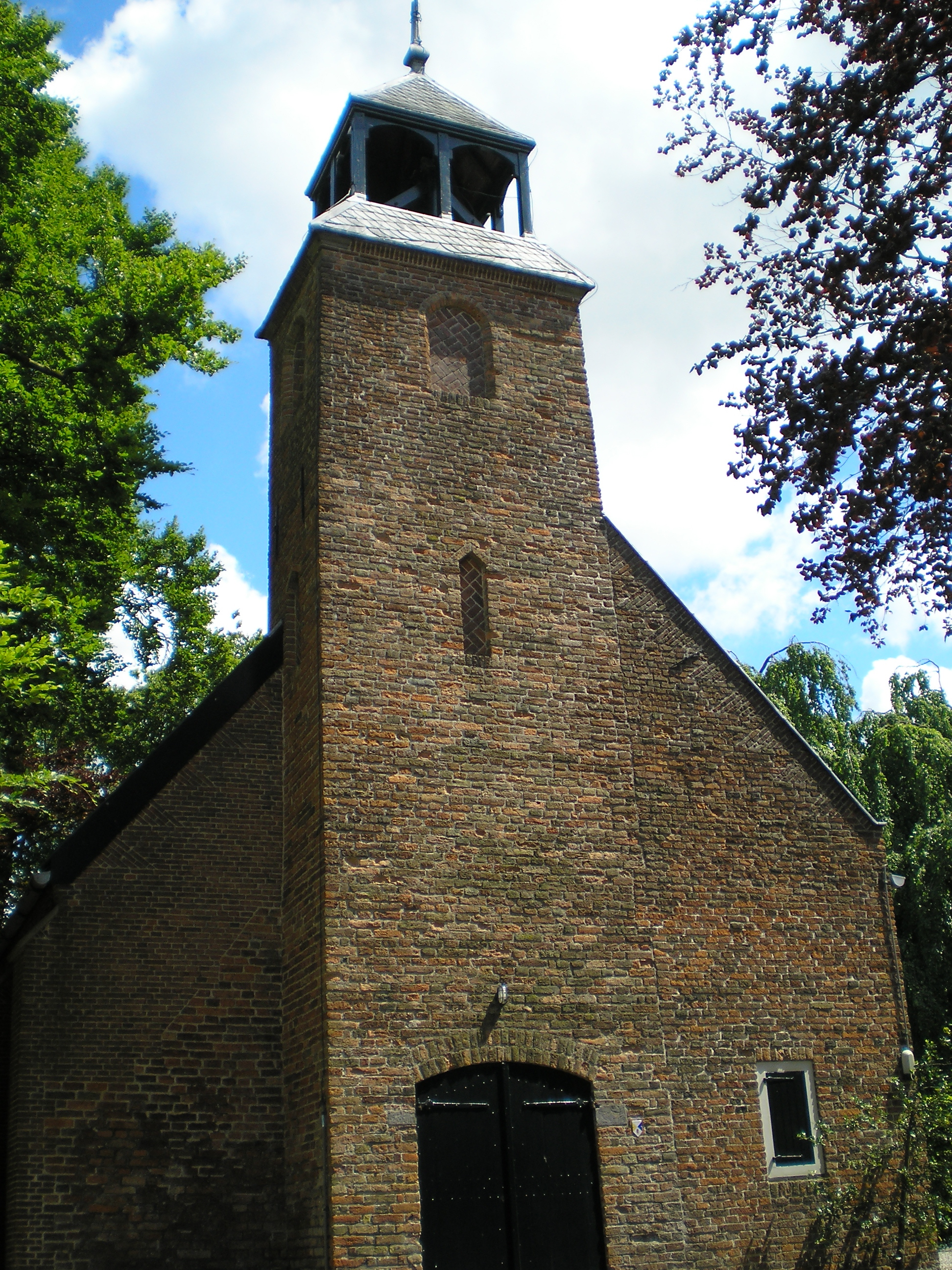
Nederlands Hervormde kerk aan de Waalseweg 71 in Tull en 't Waal (rijksmonument)

Tull en 't Waal is een voormalige gemeente en klein dorp in de gemeente Houten in de Nederlandse provincie Utrecht. Het dorp is gelegen aan de rivier de Lek, hemelsbreed tussen Vreeswijk (Nieuwegein) in het westen en Schalkwijk in het oosten. Het dorp heeft 770 inwoners (1 januari 2023).
Tussen 1818 en 1962 was Tull en 't Waal een zelfstandige gemeente. In 1962 ging het samen met de gemeente Houten, gelijk met de voormalige gemeente Schalkwijk. Tussen 1852 en 1946 was de burgemeester van Schalkwijk en Tull en 't Waal dezelfde persoon. Vanaf 1946 had Tull en 't Waal de burgemeester van Houten als burgemeester.

## Geschiedenis
Tull en 't Waal ligt op de Vuijlkoopstroomrug aan de noordzijde van de Lek. De ontginning van deze strook land dateert uit de 10de of 11de eeuw. Kerkelijk en bestuurlijk vormden Tull en 't Waal (en het meer oostelijk gelegen Honswijk) toen één geheel met het aan de zuidzijde van de rivier gelegen Gasperden (nu Hagestein). Daar bezaten de Utrechtse kapittels van de Dom en Oud-Munster een vroonhof. De verkaveling van de stroomrug is onregelmatig: de kavels zijn niet overal even lang. Eerst nadat de ontginning een eind was gevorderd werd voor de afwatering de Waalse- en Tullse wetering gegraven.
Het deel 't Waal (met de kerk en het dorp) grensde in het westen vanouds aan het gerecht Vreeswijk of De Vaart en oostelijk aan het goed Blasenburg. Tull - met de korenmolen en vier grote boerderijen - ligt ter weerszijden van de Uitweg (in oude akten "de afwegh bij het Vosje") en grenst aan de wetering Snel, tevens de grens met Honswijk. Ter beslechting van een geschil tussen de Graaf van Culemborg en de Heer van Asperen werd deze grens in 1338 vastgelegd, waarbij Honswijk bij Culemborg en Tull en 't Waal bij Asperen bleven behoren.

### Ambachtsheerlijkheid
Tot in de 15de eeuw bleef de familie Van Asperen de bezitter van het gerecht. Daarna komt het regelmatig in andere handen totdat jhr. Adriaan Ram, tevens ambachtsheer van Schalkwijk, in het begin van de 17de eeuw de heerlijkheid koopt. Ram was rooms-katholiek gebleven en gaf in zijn kasteel in Schalkwijk gelegenheid tot het lezen van de mis. In 1651 werd hij daarom door de Staten van Utrecht van zijn functies ontheven en voor tien jaar verbannen. Gedwongen door schulden, veilt de familie onder meer het gerecht Tull en 't Waal, waarbij de Utrechtse regent Gaspar Cornelis Schade de bezitter wordt. Diens familie blijft tot 1795 de rechten van ambachtsheer en -vrouw uitoefenen. De rechten van de ambachtsheer waren beperkt tot het benoemen van schepenen, secretaris en bode. De inkomsten uit het gerecht beperkten zich vermoedelijk tot een klein bedrag als het windrecht op de Korenmolen. Het bezit van het gerecht had dan ook vooral waarde als statussymbool. Als in de eerste helft van de 19de eeuw door het gemeentebestuur gepoogd wordt de opvolgende ambachtsheren bij de benoeming van schepenen te betrekken, tonen zij dan ook geen belangstelling.

### Ontwikkeling van de eigendom
De invloed van de kapittels van de Dom en Oud-Munster van Utrecht moet in Tull en 't Waal groot geweest zijn. Toch bezaten ze aan het einde van de 16de eeuw nog maar zes morgen land. Deze situatie was daarmee sterk verschillend van die in de aangrenzende cope-ontginningen: de polders het Rietveld en Vuijlcop, waar dan nog respectievelijk ruim 30 procent en 60 procent eigendom van geestelijke instellingen was. In 't Waal waren aan het einde van de 17de eeuw al vier kleine boerderijen eigendom van hun gebruikers. Kort daarna kwamen daar nog twee grote boerderijen bij. De vier grote boerderijen in Tull en veel los land bleven tot het einde van de 18de eeuw in handen van grootgrondbezitters: de adel, Utrechtse regentenfamilies of vermogende kooplieden, die hun geld in de grond hadden belegd. Rond 1800 slaagden gebruikers van de hofsteden er in zelf eigenaar te worden. In de jaren twintig en dertig van de 19de eeuw moesten zij toch weer tot verkoop aan grootgrondbezitters besluiten omdat er - na het overlijden van de boer - onvoldoende geldmiddelen waren om tot verdeling van de nalatenschap onder de vaak vele kinderen over te gaan.

### Bevolking
In het archief van het gerecht zijn belastingregisters vanaf 1678 bewaard gebleven. Die verschaffen inzicht in het aantal gezinnen en personen dat in Tull en 't Waal woonde. Bovendien blijkt dat de bewoners van de woningen in de polder Rietveld (en die daardoor inwoners van het gerecht Schalkwijk zijn) die aan kant van de Waalse wetering waren gelegen, ook aan het gerecht Tull en 't Waal hun belasting betaalden omdat ze "alle behorende onder de molen van Twaall zijn". In de 17de en 18de eeuw schommelde het aantal gezinnen tussen de 30 en 35, waarvan de overgrote meerderheid in 't Waal woonde. Het waren boeren- en daglonersgezinnen. Het Rietveld telde 10 tot 15 gezinnen. Het aantal personen varieerde meer: tussen de 150 en 230. Hoewel het dus maar een kleine gemeenschap was, was er een naar verhouding groot aantal ambachtslieden werkzaam: kleermaker, schoenmaker, smid, tapper en de schipper die met zijn beurtschip op de Utrechtse markten voer. En er was de veerman, die het Oudslijkerveer tussen 't Waal en Hagestein bediende. De meerderheid van de bevolking - en met name de grote boeren - bleef rooms-katholiek en kerkte in Schalkwijk. Onderwijs kregen de kinderen van de gerechtssecretaris, die tevens gerechtsbode en voorzanger was in de Hervormde Kerk aan de Waalseweg 71.

### Boerderijen
In de loop van de tijd zijn veel van de negen grote 17de- en 18de-eeuwse boerderijen uit Tull en 't Waal en het Rietveld herbouwd of vernieuwd. Bewaard gebleven in hun 18de-eeuwse staat zijn Geerestein aan de Waalsewetering en Snellestein en Wintervliet aan de Lekdijk onder Tull. De tegenwoordige boerderij Voorzorg (gebouwd in 1928) staat op de plaats van de in de 15de eeuw reeds genoemde Hof ter Weide, die lang samen met het naastgelegen Goed Blasenstein één geheel vormde. Ook op de plaats van de oude, reeds aan het einde van de 14de eeuw genoemde ridderhofstad Grijpestein aan de Uitweg staat nu een eind-19de-eeuwse boerderij. Van de beide grote boerderijen in het Rietveld (De Croon en Heldenstein) is alleen de plaats van de Croon nog herkenbaar aan de greppels, die de loop van de voormalige gracht volgen.